# Saba Amendolara
Saba Amendolara (ur. 20 lipca 1965 w Piacenzy) – włoska szpadzistka, czterokrotna medalistka mistrzostw świata. 
Podczas mistrzostw świata w Orleanie w 1988 roku Włoszki w składzie: Saba Amendolara, Alessandra Anglesio, Cecilia Salvioli, Elisa Uga i Nathalie Vezzali zdobyły brązowy medal w zawodach drużynowych. W konkurencji tej Włoszki z Amendolarą w składzie zdobywały następnie srebrny medal na mistrzostwach świata w Denver (1989) oraz brązowe podczas mistrzostw świata w Lyonie (1990)i mistrzostw świata w Hawanie (1992). Indywidualnie była między innymi dziewiąta na MŚ 1988 i MŚ 1991.
Nigdy nie wzięła udziału w igrzyskach olimpijskich.